# My Father's Eyes
My Father's Eyes é o segundo álbum de estúdio da cantora estadunidense Amy Grant, lançado em 1979.

## Faixas
| N.º            | Título                                | Duração |  |
| 1.             | "Father's Eyes"                       | 4:03    |  |
| 2.             | "Faith Walkin' People"                | 3:26    |  |
| 3.             | "Always the Winner"                   | 2:28    |  |
| 4.             | "Never Give You Up"                   | 3:20    |  |
| 5.             | "Bridegroom"                          | 2:48    |  |
| 6.             | "Lay Down (The Burden of Your Heart)" | 2:44    |  |
| 7.             | "You Were There"                      | 2:29    |  |
| 8.             | "O Sacred Head"                       | 2:04    |  |
| 9.             | "All That I Need Is You"              | 3:30    |  |
| 10.            | "Fairytale"                           | 3:11    |  |
| 11.            | "Giggle"                              | 2:49    |  |
| 12.            | "There Will Never Be Another"         | 3:37    |  |
| 13.            | "Keep It on Going"                    | 1:04    |  |
| Duração total: | Duração total:                        | 37:43   |  |